# Antolín Pulido Vázquez
Antolín Pulido Vázquez   (Talavera de la Reina, 23 d'octubre de 1962) és un antropòleg, pedagog, escriptor i teòric marxista espanyol. Com a activista pels drets humans i mediador de conflictes, ha participat en diversos països com a membre de les Brigades Internacionals de Pau.

## Biografia
Nascut a Talavera de la Reina el 1962, durant la dictadura de Francisco Franco i a l'edat de 8 anys, Pulido Vázquez va deixar Espanya i viatjà a través de diversos països fins a arribar a Cuba. En la seva estada al país caribeny estudià Pedagogia (on va assistir a classes amb l'escriptor Mario Benedetti), Antropologia i Teatre Social a la Universitat de l'Havana. Després d'acabar la seva educació superior, va obtenir la posició de tinent militar i demanà ser un voluntari brigadista a Angola, on esdevingué un important comandant a l'exèrcit cubà.
A finals de la dècada de 1970, quan Pulido tenia disset anys, va conèixer Jimena, una dona xilena de la qual es va enamorar a l'Illa de la Juventud. Anaren a viure junts a la ciutat de l'Havana, on Jimena hi va quedar embarassada. Poc abans de donar a llum, va volar a Xile per compartir la notícia amb la seva família, però, des de 1973 el país havia caigut sota la dominació de la dictadura militar d'Augusto Pinochet i les desaparicions forçades tenien lloc molt sovint. Jimena no va poder deixar l'aeroport: quan va baixar de l'avió va ser arrestada i assassinada juntament amb la seva filla no nascuda. Fou llançada viva des d'un helicòpter al mar, víctima dels vols de mort del règim de Pinochet.
Aquest dramàtic episodi va marcar la vida de Pulido i va decidir «lluitar» qualsevol cosa semblant als assassins que van a matar a la Jimena.
El 1979 participà en una reunió dels néts de brigadistes Internacionals que van lluitar durant la Guerra Civil espanyola, començant així la seva etapa com a brigadista, amb missions en zones de guerra per tal d'evacuar nens de llocs de conflicte. Fou membre d'una organització que no va reclamar les seves accions i anomenada Liberté, on hi dugué a terme tasques de suport a l'evacuació de quitxalla esclava i lluità contra el tràfic d'òrgans. En la seva trilogia La memòria de ningú va capturar aquestes experiències per escrit tot i que, després de no trobar cap editor a Espanya «per causa dels noms i marques d'armes que hi apareixien», va haver d'autofinançar la seva publicació.
Com a brigadista internacional, Pulido ha treballat com a mediador en conflictes bèl·lics a Ruanda, Sarajevo o Tindouf i ha estat col·laborador en rescats de més mainada esclava, atenent les necessitats de diferents ONG i situacions d'emergència.